# Кучеренко Володимир Анатолійович
Володимир Анатолійович Кучеренко (5 квітня 1954 — 8 вересня 2016) — Герой Радянського Союзу, командир вертолітної ескадрильї вертолітного полку у складі 40-ї армії Червонопрапорного Туркестанського військового округу (обмежений контингент радянських військ у Демократичній Республіці Афганістан), капітан.

## Біографія
Народився 5 квітня 1954 року в селі Нижня Сироватка Сумської області в сім'ї селянина. Українець. Член КПРС з 1987 року.
Закінчив 10 класів та аероклуб. Працював слюсарем у виробничому об'єднанні «Хімпром», потім борторізчиком на одному із заводів в місті Суми.
У Радянській Армії служив з 1972 році до 1974 року. У 1974 році екстерном закінчив Сизранське вище військове авіаційне училище льотчиків. Служив у Червонопрапорних Київському, Московському військових округах, в Групі радянських військ у Німеччині, де став командиром ланки і льотчиком 1-го класу.
З жовтня 1984 року по 1985 рік Володимир Кучеренко перебував у складі обмеженого контингенту радянських військ у Афганістані.
В.Кучеренко зробив 883 бойових вильотів, брав участь у 30 бойових операціях, в ході яких було знищено 42 опорні пункти, 24 позиції ДШК, 9 позицій ЗДУ, 29 автомашин (всього брав участь в атаці на 21 караван зі зброєю).
У 1987 році портрет капітана Кучеренка був розміщений на обкладинці січневого номера журналу «Авіація і космонавтика».
У 1990 році закінчив Військово-повітряну академію імені Ю. А. Гагаріна. Полковник В. А. Кучеренко продовжував службу у ВПС. Жив у місті Нижній Новгород.
Володимир Кучеренко помер 8 вересня 2016 року у Нижньому Новгороді.
У Сумах Володимиру Кучеренко встановлено пам'ятник.

## Герой Радянського Союзу
Указом Президії Верховної Ради СРСР від 26 травня 1986 року «За успішне виконання завдання з надання інтернаціональної допомоги Демократичній Республіці Афганістан та проявлені при цьому мужність і героїзм капітану Кучеренко Володимиру Анатолійовичу присвоєно звання Героя Радянського Союзу з врученням ордена Леніна і медалі „Золота Зірка“ (№ 11543)».

## Нагороди

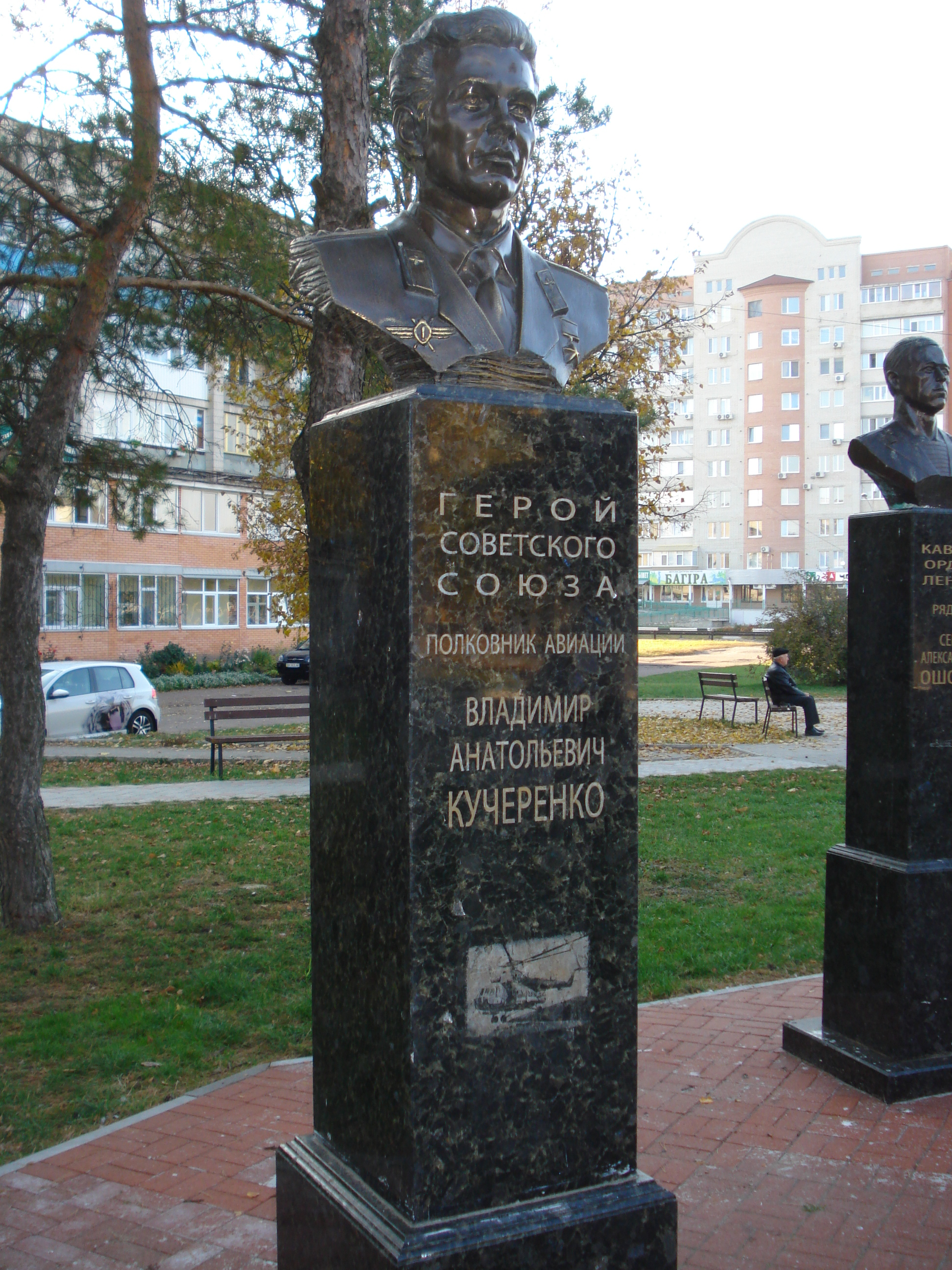
Пам'ятник у Сумах.

- Медаль «Золота Зірка» Героя Радянського Союзу (26.05.1986).
- Орден Леніна (26.05.1986).
- Орден Червоної Зірки (1985).
- Медалі.